# Квик, Мэтью
Мэтью Квик (род. 23 октября 1969) — современный американский писатель, автор книг для подростков и взрослых.

## Биография
Мэтью Квик вырос в Оаклине, штат Нью-Джерси, и окончил Коллингсвудскую среднюю школу. Он получил степень по английской литературе в Университете Ла Салль, после чего продолжил образование в Годдард Колледже.  После этого Квик в течение нескольких лет преподавал английский язык и литературу в старшей школе в Хэддонфилде, штат Нью-Джерси, после чего оставил преподавание, чтобы, живя в Коллингсвуде, написать свой первый роман. После написания романа Квик на некоторое время переехал в штат Массачусетс, а в настоящее время проживает на Внешних отмелях в Северной Каролине.
Мэтью Квик женат на писательнице и пианистке Алисии Бессет.

## Творчество
Дебют Мэтью Квика, «The Silver Linings Playbook», вошёл в список бестселлеров The New York Times, а позже по нему был поставлен одноименный фильм (в русском переводе получил название «Мой парень — псих») с Бредли Купером и Дженифер Лоуренс в главных ролях и Робертом де Ниро в роли второго плана. Последующие произведения Квика так же получили положительную оценку читателей и критиков. В 2009 году писатель стал финалистом премии PEN/Hemingway, а в 2012 году The New York Times положительно оценила его новый роман «Мальчик 21».
Благодаря успеху своих романов, Квик вошел в список ста самых влиятельных людей 2013 года, составленный  TIME. В том же году университет Ла Салль, который закончил Квик, присудил ему почётную докторскую степень.

## Романы
- Серебристый луч надежды - The Silver Linings Playbook (2008)
- Sorta Like a Rockstar (2010)
- Boy21 (2012)
- Forgive Me, Leonard Peacock (2013)
- The Good Luck of Right Now (2014)
- Love May Fail (2015)
- Every Exquisite Thing (2016)
- The Reason You're Alive (2017)

## Издания на русском
- Прости меня, Леонард Пикок. Азбука, Азбука-Аттикус, 2014,ISBN 978-5-389-08237-3
- Мой парень - псих. Азбука, Азбука-Аттикус, 2014, ISBN 978-5-389-06656-4
- Нет худа без добра. Азбука, 2019, ISBN 978-5-389-07489-7
- Иногда любовь подводит. АСТ, Mainstream, 2019, ISBN 978-5-17-096194-8